# Paul Maar

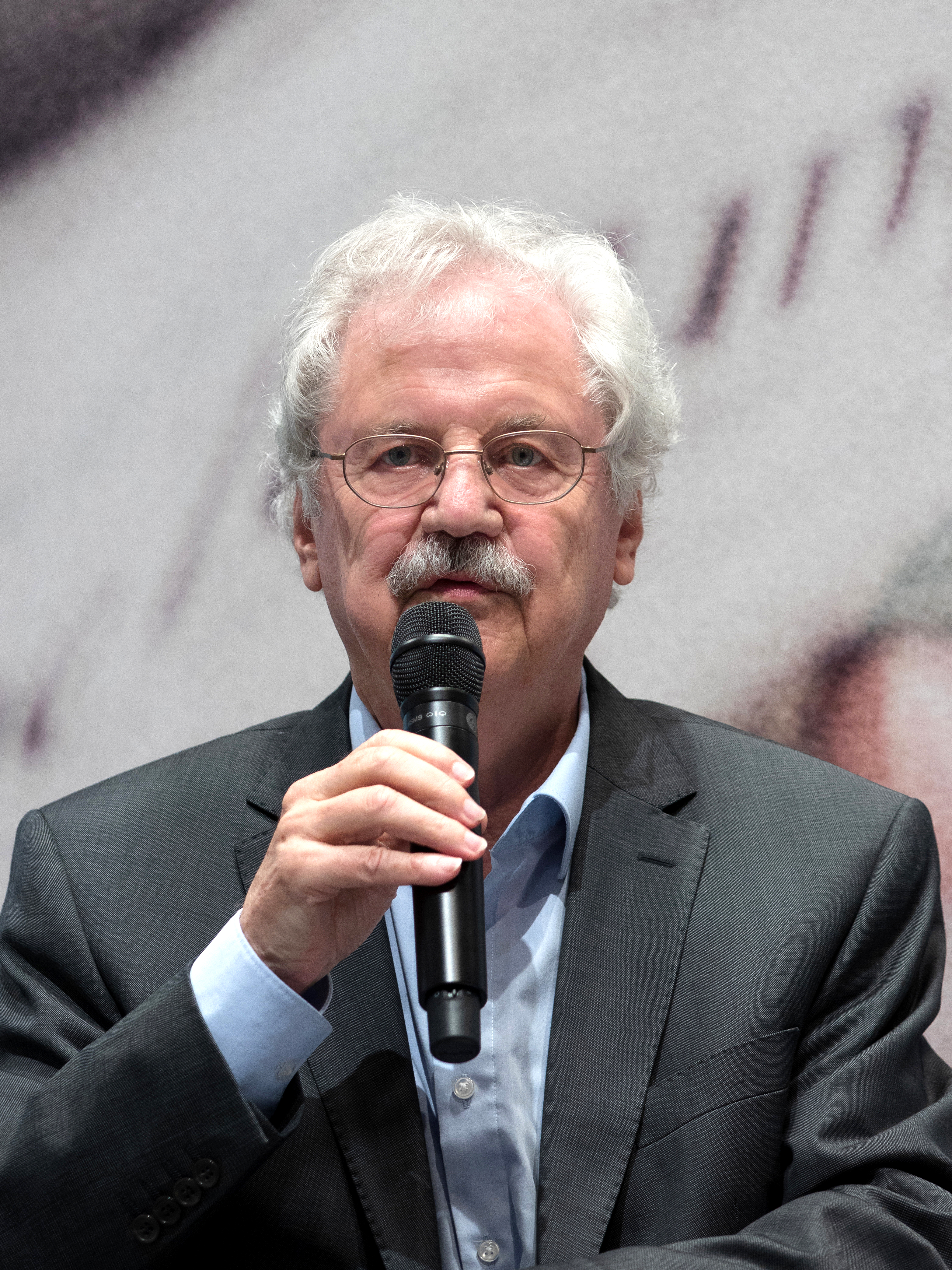
Paul Maar auf der Frankfurter Buchmesse 2018

Paul Maar (* 13. Dezember 1937 in Schweinfurt) ist ein deutscher Kinderbuchautor, der vor allem durch sein Buch Eine Woche voller Samstage von 1973 bekannt wurde. Er arbeitet auch als Illustrator, Übersetzer, Drehbuch- und Theaterautor.

## Leben

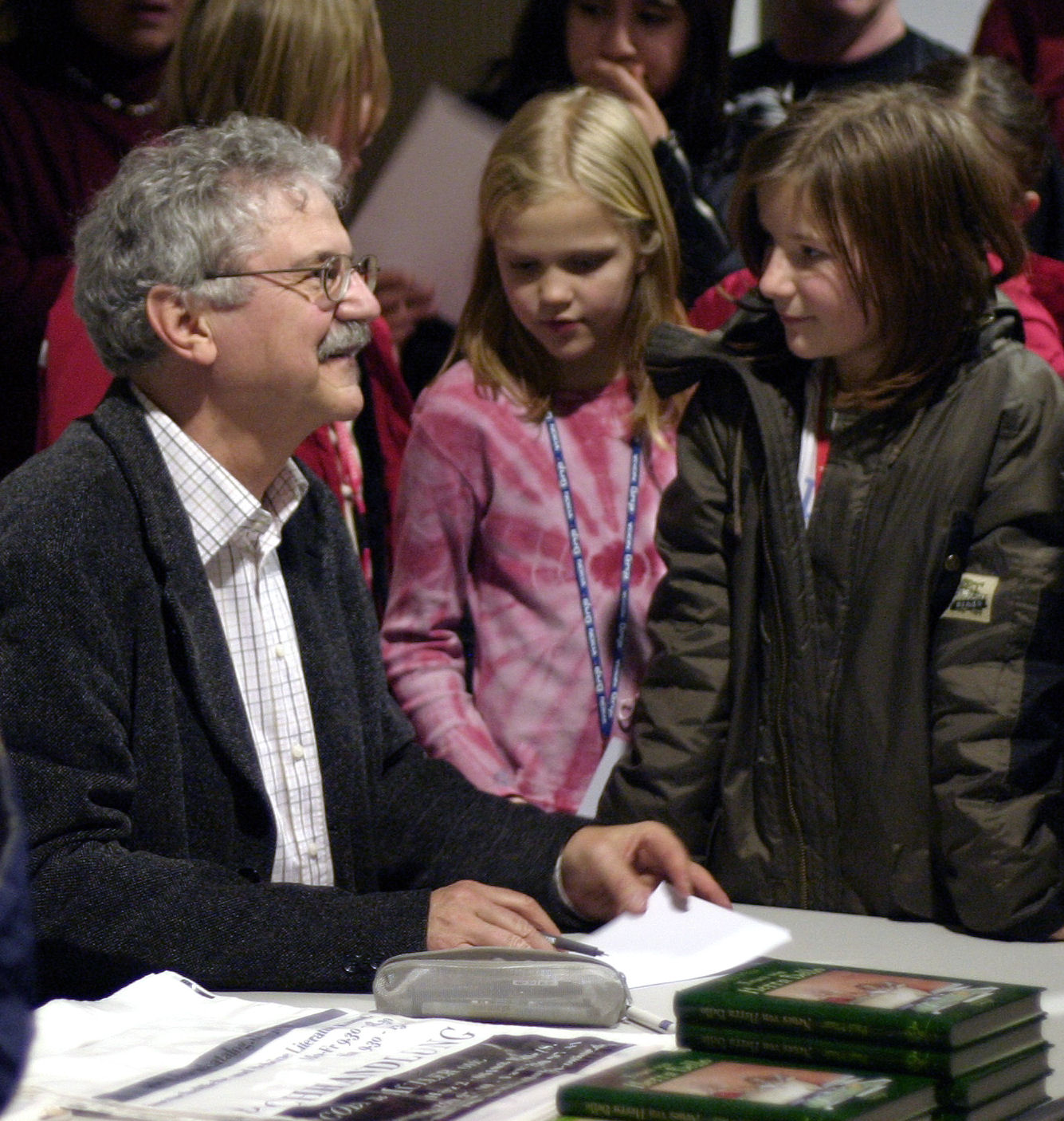
Paul Maar bei einer Lesung (2007)

### Kindheit und Jugend
Paul Maar wurde nach dem frühen Tod seiner Mutter bis zur erneuten Heirat seines Vaters von Hausmädchen betreut. Während der langjährigen Kriegsgefangenschaft seines Vaters (USA, Großbritannien und Frankreich) zog Maar mit seiner Stiefmutter zum Stiefgroßvater ins ländliche Obertheres in Unterfranken. Dieser Großvater besaß eine Gastwirtschaft, in der er den Gästen oft Geschichten erzählte, die er über Wochen immer weiter ausdehnte. Dadurch erhielt Paul Maar ein Gefühl dafür, wie man aus einem Vorgang eine Erzählung macht. Der Großvater ermunterte ihn auch, seine selbsterfundenen Geschichten in einem Heft aufzuschreiben. 
Als Maars Vater aus der Kriegsgefangenschaft zurückkehrte, zog die Familie zurück an den alten Wohnort. Nun lebte er in einer lesefeindlichen Umgebung. Er sei von seinem Vater eher am Lesen gehindert als dazu ermuntert worden. Darüber hinaus waren kurz nach dem Zweiten Weltkrieg nur wenige Kinderbücher verfügbar. Die einzigen Kinderbücher im Haus seien eine Ausgabe von Grimms Märchen, Robinson Crusoe, Die Indianergeschichten von Drabben und Die Geschichte vom hölzernen Bengele (Pinocchio) gewesen. Mangels einer öffentlichen Bibliothek, und weil die privaten Leihbüchereien hohe Gebühren verlangten, lieh sich Paul Maar kostenlos Erwachsenenbücher in der Bibliothek des Amerika-Hauses Schweinfurt aus, auch wenn er sie nicht immer verstand. Weil er daheim nicht lesen durfte, deponierte er die Bücher bei einem Freund, den er unter dem Vorwand besuchte, dort Hausaufgaben zu machen. Er las dann in dessen Zimmer, während der Freund mit seinem Bruder draußen Fußball spielte.
Maars Vater, ein Handwerksmeister, war sowohl über den „missratenen Sohn“ als auch über die verlorenen Jahre seiner Kriegsgefangenschaft frustriert. Später sagte Maar, er habe in dieser Zeit keine Bücher über Kinder in einer ähnlichen familiären Situation lesen wollen. Als Kind sei er oft von stärkeren Jungen drangsaliert worden. Diese Erfahrung kehrt auch häufig in seinen Büchern wieder. So wird Martin Taschenbier von Klassenkameraden gehänselt, seiner Buchfigur Lippel geht es nicht anders.
In einem Interview mit dem Hamburger Abendblatt vertrat Paul Maar die Theorie, dass Kinderbuchautoren eine extreme Kindheit hatten:

„Entweder waren sie so wohlbehütet wie Astrid Lindgren, die von dieser sonnigen Kindheit zehrte. Oder aber sie hatten es schwer und erfinden sich später die Kindheit, die sie nicht gehabt hatten. Ich zähle mich zu den Zweiten.“

### Ausbildung und erster Beruf
Paul Maar besuchte das Alexander-von-Humboldt-Gymnasium Schweinfurt und machte sich bereits dort mit seiner künstlerischen Begabung und als Autor für die Schülerzeitung einen Namen. In der Abiturklasse lernte er seine spätere Frau Nele Ballhaus kennen, die von einer Mädchenschule kam, um ihr Abitur an einer staatlichen Schule abzulegen.
Nach der Reifeprüfung studierte Maar an der Staatlichen Akademie der Bildenden Künste in Stuttgart. In den Semesterferien arbeitete er als Bühnenbildner und Theaterfotograf am Fränkischen Theater Schloss Maßbach. Nach Abschluss seines Studiums wurde er Referendar in Stuttgart-Feuerbach. Sechs Jahre arbeitete er als Kunsterzieher am Albert-Schweitzer-Gymnasium in Crailsheim und am Eduard-Spranger-Gymnasium in Filderstadt.
In der Büchersendung Lesenswert im SWR Fernsehen am 19. November 2020 nannte und erläuterte Paul Maar drei Bücher, die sein Leben und Schreiben nachhaltig prägten, nämlich Leben und Ansichten von Tristram Shandy, Gentleman von Laurence Sterne, Die Abenteuer des Tom Sawyer von Mark Twain und Seelandschaft mit Pocahontas von Arno Schmidt.

### Schriftsteller

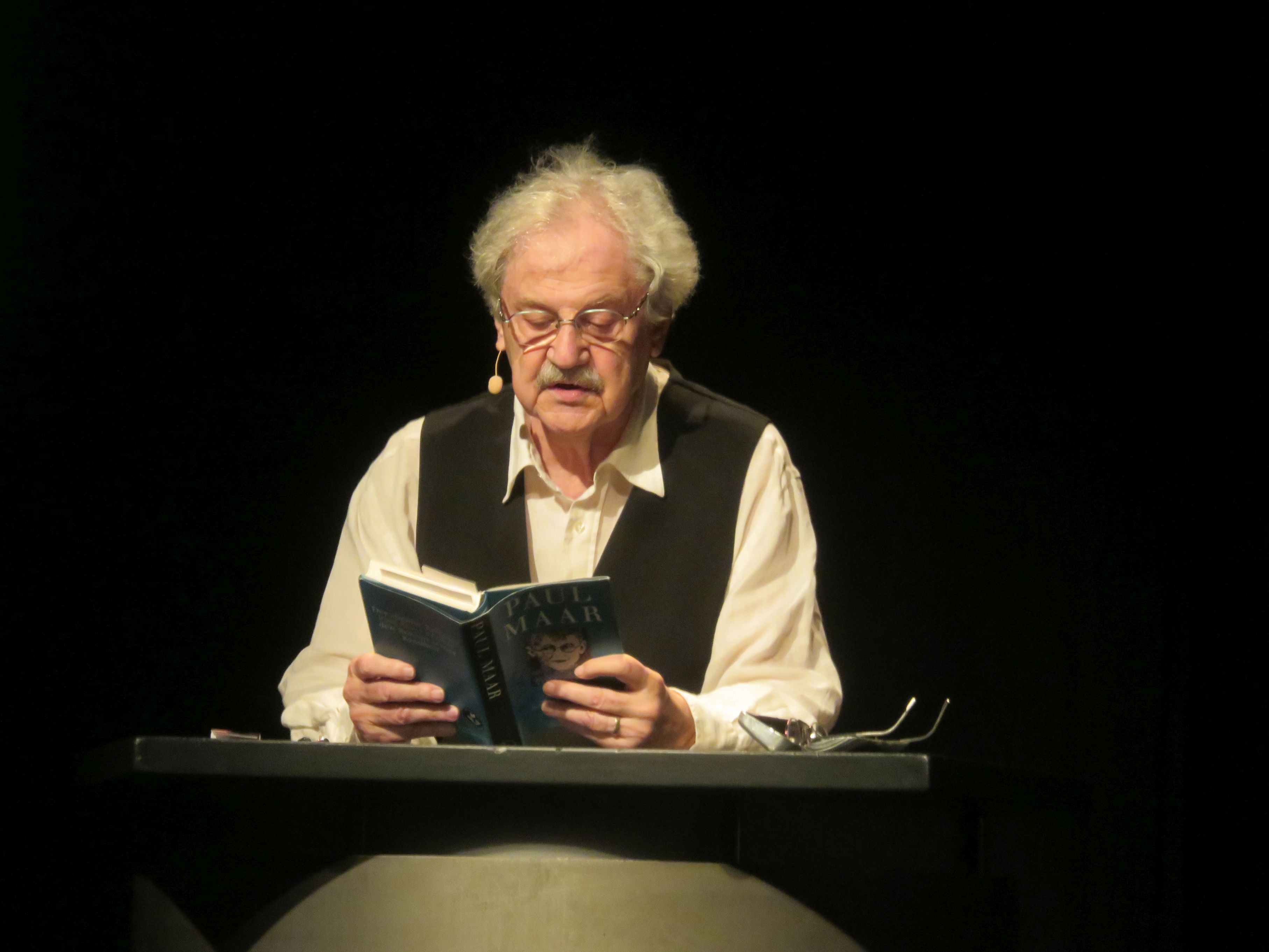
Paul Maar (2021)

Kinderbücher schrieb Maar erst, als er selbst Kinder hatte. In einem Interview sagte er:

„Die Bücher, die ich meinen Kindern damals als Student aus der Stadtbibliothek mitgebracht und vorgelesen habe, gefielen mir alle nicht. Sie waren verstaubt und konventionell und atmeten zum Teil noch den Geist des Dritten Reiches.“

Enttäuscht über die mangelnde Qualität damaliger Kinderbücher schrieb Maar 1967 die Geschichten über einen tätowierten Hund. Er zeigte das fertige Manuskript einer Buchhändlerin der Stuttgarter Buchhandlung Wendelin Niedlich, die es kurz darauf an einen Verlagsvertreter weitergab, der ihr die Neuerscheinungen des Jahres vorstellte. Wenig später erhielt Maar eine Einladung der Hamburger Verlagsgruppe Friedrich Oetinger. Der Verleger Friedrich Oetinger machte ihm klar, dass ihm das Manuskript gefalle, aber falls Maar daran denke, ein Kinderbuch zu schreiben, um sich danach der „ernsten“ Literatur zuzuwenden, dann könne er sein Manuskript gleich wieder einpacken. Er habe keine Lust, einen jungen Autor aufzubauen, der sich zu schade sei, für Kinder zu schreiben. Friedrich Oetinger nahm ihm das Versprechen ab, sich auch weiterhin der Kinderliteratur zu widmen, und so blieb Maar bei der Kinderliteratur, obwohl er für Erwachsene schreiben wollte. Als Kunstlehrer wollte Paul Maar das Buch selbst illustrieren, aber der Verlag stimmte dem nicht zu. Zum Illustrieren kam er erst, nachdem das Buch sich als Erfolg herausgestellt hatte.
Zum Theaterautor wurde Maar, als sich ein Theaterintendant darüber beklagte, dass es keine neuen Theaterstücke für Kinder gebe und er immer wieder Dornröschen oder Die sieben Geißlein spielen müsse. Das Ergebnis war Maars erstes Theaterstück Der König in der Kiste. Dabei lernte er auch, auf der Bühne umzusetzen, was er am Schreibtisch entwickelt hatte. Wenig später verfasste er sein nächstes Stück, Kikerikiste, das ein großer Erfolg wurde und auch im Ausland zur Aufführung kam. Aus Maars Sicht wurde dieser Erfolg allerdings zu einem Hemmschuh, denn er glaubte, mit einem neuen Stück nicht dieselbe Qualität zu erreichen, und schob deshalb die Arbeit an Theaterstücken vor sich her. Stattdessen schrieb er weitere Kinderbücher.
Nach den ersten Erfolgen als Schriftsteller gab Maar den Kunsterzieherberuf auf und arbeitet seit 1976 als freier Autor und Illustrator. Seit 1997 ist er Mitglied des PEN-Zentrums Deutschland.
Im Jahr 1998 stiftete Paul Maar ein nach ihm benanntes Stipendium zur Förderung von Nachwuchsautoren des Kinder- und Jugendtheaters. Das Stipendienprogramm war auf eine Dauer von zehn Jahren befristet und wurde im Dezember 2008 eingestellt.
Nach einer Herzoperation 2019, bei der Paul Maar eine neue Herzklappe eingesetzt wurde, verbrachte er drei Wochen zur Reha in der oberbayrischen Privatklinik Lauterbacher Mühle am Großen Ostersee. Während des Reha-Aufenthaltes besuchte ihn sein Sohn Michael Maar in Begleitung des Literaturagenten Matthias Landwehr. Der Literaturagent regte Paul Maar dazu an, ein autobiografisches Sachbuch für Erwachsene zu schreiben, als Rückblick auf sein Leben, woraufhin Maar die freie Zeit während der Rehabilitation dafür nutzte, erste Textentwürfe für dieses Buchprojekt niederzuschreiben. Im August 2020 erschien dieses Buch schließlich unter dem Titel Wie alles kam – Roman meiner Kindheit im S. Fischer Verlag.
Maars Werk und seiner Person wird ein Museum gewidmet, dessen Eröffnung 2027 in Hallstadt geplant ist.

### Familie
Maar hat drei erwachsene Kinder und lebt in Bamberg. Zusammen mit seiner Frau Nele Maar übersetzte er Kinderbücher und -stücke aus dem Englischen. Auch seine Tochter Anne Maar und sein Sohn Michael Maar sind Schriftsteller.

## Literarische Bedeutung

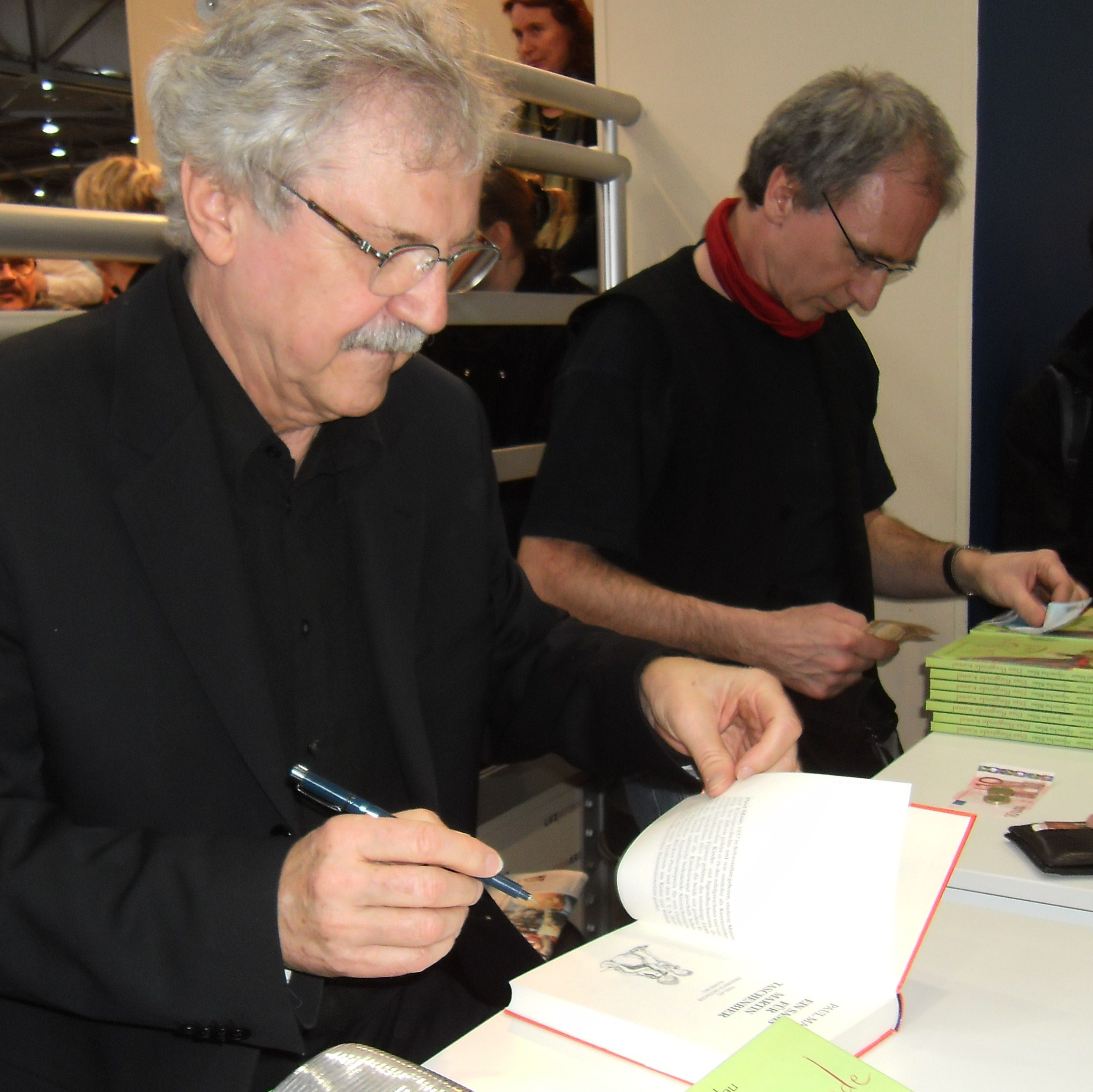
Paul Maar auf der Leipziger Buchmesse am 19. März 2011

Maars bekannteste Werke sind die Geschichten, die vom Sams, einem hintergründig-frechen Fabelwesen, handeln und unter dem Titel Das Sams, Sams in Gefahr sowie Sams im Glück in Bamberg verfilmt wurden. Die Geschichten um das Sams haben autobiografische Elemente, da Herr Taschenbier, der „adoptierte“ Papa des Sams, genauso schüchtern ist, wie es der junge Paul Maar war. Das Sams ist das genaue Gegenteil davon: frech und vorlaut. Das Aussehen des Sams wurde von Maars Kindern mit bestimmt, die erst nach mehr als zwanzig Entwürfen mit dessen Aussehen einverstanden waren. Die Wunschpunkte sollten eigentlich Sommersprossen sein. Aber da Paul Maar, abgelenkt durch einen Telefonanruf, vergaß, den Pinsel, mit dem er vorher den blauen Anzug des Sams ausgemalt hatte, auszuwaschen, vermischte sich die braune Farbe für die Sommersprossen mit dem Blau, sodass diese in Blau und später in sogenannte Wunschpunkte umgedeutet wurden.
Auch für die strenge Frau Rotkohl gab es ein Vorbild, allerdings unter einem anderen Namen: Sie war die Hausmeisterin, die den Kindern der Familie Maar das Spielen im und am Mietshaus vergällte. Besonders erheiterte es seine Kinder, wenn sie Geschichten hörten, in denen diese Frau das Gegenteil von dem sagen musste, was sie sagen wollte.
Maars Bücher enthalten viele literarische Anspielungen, zum Beispiel auf E.T.A. Hoffmanns Werke und dessen Aufenthalt in Bamberg: Das Doppelgängermotiv bei E.T.A. Hoffmann wiederholt sich bei Martin Taschenbier, der ebenfalls einen Doppelgänger hat. Auch Hoffmanns sprechender Hund Berganza kommt bei Ein Sams für Martin Taschenbier vor. In einer Schlüsselerzählung E.T.A. Hoffmanns gibt es das fremde Kind, und schon beim ersten Auftauchen wird das Sams das fremde Kind genannt. In E.T.A. Hoffmanns Erzählung Das fremde Kind gibt es zwei Kinder mit den Namen Felix und Christlieb. Die beiden Aufwartefrauen im Schullandheim heißen danach Frau Felix und Frau Christlieb. Die Familie Taschenbier wohnt in der E.T.A.-Hoffmann-Straße, und Martins Bus fährt am Schillerplatz ab, denn am Bamberger Schillerplatz steht das E.T.A.-Hoffmann-Haus, Hoffmanns ehemalige Wohnung. Auch auf die Dichtung, insbesondere die dadaistische und die Nonsenspoesie, gibt es Anspielungen, so einige auf Morgensterns Galgenlieder und manche auf Ernst Jandl.
Maar ist auch für viele Klassiker der Augsburger Puppenkiste verantwortlich und hat daneben weitere Kinderbücher geschrieben. Außerdem entwirft er Bildergeschichten für Zeitschriften. Von seinen eigenen Werken ist er unter anderem am meisten mit Lippels Traum und Anne will ein Zwilling werden zufrieden.
Manche seiner Kindertheaterstücke sind dauerhaft erfolgreich, insbesondere sein Klassiker Kikerikiste (1972) zum Beispiel wird weltweit von Russland, Europa bis in die USA (Noodle Doodle Box) häufig inszeniert.

## Werke
| Jahr | Titel |
| ---- | --- |
| 1968 | Der tätowierte Hund (Ein tätowierter Hund erzählt einem Löwen Geschichten zu den Bildern auf seinem Fell.) |
| 1970 | Der verhexte Knödeltopf (Die beiden „Dickpeters“ bekommen von einer Hexe, die sie unbeabsichtigt vor dem Ertrinken gerettet haben, einen Wunsch erfüllt: einen Knödeltopf, der niemals leer wird und den sie nun vor Dieben schützen müssen.) |
| 1971 | Der König in der Kiste (Theaterstück über einen König, der sein Land, sein Schloss und seinen Bruder von einer bösen Hexe befreien will, indem er sich in einer großen Zauberkiste in sein Schloss schmuggeln lässt) Uraufführung: 24. November 1970 im Theater für Kinder, Hamburg. Regie: Eberhard Möbius; Bühnenbild und Kostüme: Kathrin Kegler; Musik: Günther Jaacks. |
| 1972 | Kikerikiste (Theaterstück um die Freunde Bartholomäus und Kümmel, die sich darum streiten, wer die schönste Kiste hat.) Uraufführung: 7. Februar 1973, Theater für Kinder, Hamburg. Regie: Eberhard Möbius; Bühnenbild und Kostüme: Kathrin Kegler. |
| 1973 | Summelsarium oder dreizehn (13) wahre Lügengeschichten (Summelsarium ist ein Wort mit zwei Druckfehlern) |
| 1973 | Eine Woche voller Samstage (Das Sams ist ein respektloses Wesen, das dem schüchternen Herrn Taschenbier anfangs so peinlich ist, dass er versucht es wieder loszuwerden.) |
| 1973 | Mützenwexel (Theaterstück) |
| 1973 | Freunderfinder (Theaterstück) |
| 1976 | Andere Kinder wohnen auch bei ihren Eltern (Kilian ist bei seinen Großeltern auf dem Dorf aufgewachsen und soll nun plötzlich zu seinen Eltern in die Stadt ziehen.) |
| 1977 | Onkel Florians fliegender Flohmarkt (Bildergeschichten, Suchbilder und Kopfstehbilder, Anschmiegbilder, Buchstabenbilder und Schnörkelbilder, Schreibmaschinenbilder und Ameurasilienbilder) |
| 1980 | Am Samstag kam das Sams zurück (Herr Taschenbier sehnt das Sams zurück, das auch tatsächlich zurückkommt und ihm eine funktionierende Wunschmaschine besorgt.) |
| 1981 | Die Eisenbahn-Oma (Eine alte Frau und ein Junge erzählen sich während einer Eisenbahnfahrt Geschichten.) |
| 1982 | Die vergessene Tür (Hinter einer Tür auf dem Dachboden verbirgt sich eine Zauberwelt.) |
| 1982 | Anne will ein Zwilling werden (Annes großer Bruder, der neunjährige Hannes, will mit dem Älterwerden nicht auf seine fünfeinhalbjährige Schwester warten. – Besteht aus mehreren Geschichten, wovon einige als geschriebener Text und andere als Comic verfasst sind.) |
| 1983 | Tier-ABC (Erlernen der Buchstaben von A bis Z mit Tieren und Reimen zu jedem Buchstaben des Alphabets) |
| 1983 | Die Reise durch das Schweigen (Theaterstück) |
| 1983 | Home Sweet Home: American Domestic Vernacular Architecture (Architekturbuch, zusammen mit Kathrine Smith) |
| 1984 | Lippels Traum (Frau Jakob soll eine Woche für den Jungen Lippel sorgen, macht ihm aber das Leben schwer und nimmt ihm sein Buch weg. So träumt Lippel die Geschichte, die er gerade angefangen hatte zu lesen, zu Ende. Mit seinen Freunden Arslan und Hamide versucht er, Frau Jakob wieder loszuwerden; Roman für Kinder, 1992 und 2009 verfilmt)                         |
| 1984 | Kindertheaterstücke (Buch) |
| 1985 | Die Opodeldoks (Idee und Illustrationen Paul Maar, Text von Sepp Strubel) (Der kleine Deldok fliegt mit seiner selbstgebastelten Katapult-Drachen-Flugmaschine über die Berge, und so lernen sich die Opodeldoks aus dem Grasland und die Waldleute aus dem Waldland kennen.)                                                                                               |
| 1985 | Robert und Trebor (Robert ist umgezogen und findet einen neuen Freund, Trebor, den niemand außer ihm sehen kann.) |
| 1986 | Der Tag, an dem Tante Marga verschwand und andere Geschichten (Elf verschiedenartige Geschichten) |
| 1986 | Eine Woche voller Samstage (Theaterstück) |
| 1987 | Türme (Sachbuch über turmähnliche Bauten aus allen Epochen der Menschheitsgeschichte) |
| 1987 | Konrad Knifflichs Knobelkoffer (Bilderrätsel, Rätsel-Gedichte, Denksportaufgaben) |
| 1988 | Dann wird es wohl das Nashorn sein (Spiel mit dem ABC für Kinder im Vorlesealter. Nasenzupfverse, Rätselbilder, Comics, Buchstabengeschichten und Reimgeschichten) |
| 1989 | Das kleine Känguru auf Abenteuer (Das Känguru-Kind geht mit seinem Freund, der Springmaus, bis zum Mittagessen auf Abenteuerreise) |
| 1990 | Kartoffelkäferzeiten (Erzählungen über die zwölfjährige Johanna in einem Dorf im Deutschland der Nachkriegszeit, die den Kleinkrieg der Omas um die Macht im Haus miterlebt.) |
| 1990 | Das kleine Känguru lernt fliegen (Weitere Geschichten vom kleinen Känguru) |
| 1990 | Eine Woche voller Samstage (Musical) |
| 1991 | Das kleine Känguru und seine Freunde (Zwölf in sich abgeschlossene Geschichten vom kleinen Känguru und seinen Freunden) |
| 1991 | Das kleine Känguru und der Angsthase (Weitere Geschichten vom kleinen Känguru) |
| 1991 | Die vergessene Tür (Oper für Kinder, Musik Matthias Thurow) |
| 1992 | Neue Punkte für das Sams (Herr Taschenbier bekommt Zweifel daran, ob es richtig war, das chaotische Sams zurückzuwünschen. Außerdem verliebt sich Herr Taschenbier in eine Arbeitskollegin.) |
| 1992 | Anne macht alles nach (Anne macht ihrer großen Schwester Christine alles nach, die auch die Schuld dafür bekommt, wenn etwas schiefgeht.) |
| 1992 | Am Samstag kam das Sams zurück (Theaterstück) |
| 1992 | Papa wohnt jetzt in der Heinrichstraße (Theaterstück) |
| 1993 | Neben mir ist noch Platz (Steffis Freundin Aischa aus dem Libanon kehrt in die Heimat zurück, weil ihr Wohnheim überfallen wird.) |
| 1993 | Der Aufzug (Illustrationen: Nikolaus Heidelbach) |
| 1993 | Neue Kindertheaterstücke (Buch) |
| 1993 | Jakob und der große Junge (Ein großer Junge lauert Jakob mittags regelmäßig auf, doch ein Mädchen kommt ihm zur Hilfe.) |
| 1993 | Neue Punkte für das Sams (Theaterstück) |
| 1995 | Tina und Timmi kennen sich nicht (Tina und Timmi wohnen in der Ottostraße, aber sie kennen sich nicht.) |
| 1995 | Lippels Traum (Theaterstück) |
| 1996 | Ein Sams für Martin Taschenbier (Der zehnjährige Martin Taschenbier ist ebenso schüchtern wie es sein Vater war, gewinnt aber durch das Sams an Selbstvertrauen.) |
| 1996 | Der gelbe Pulli (Rot ist Ullas Lieblingsfarbe, Gelb kann sie nicht ausstehen, und doch bekommt sie von Tante Nelli zum Geburtstag einen gelben Pulli geschenkt.) |
| 1996 | Der Buchstabenfresser (Illustrationen: Manfred Bofinger) (Claudia findet im Garten ein Ei in der Größe eines Autoreifens, aus dem ein Buchstaben-Fresser schlüpft.) |
| 1996 | Am Samstag kam das Sams zurück (Musical) |
| 1996 | Lisas Reise (Illustriert von Kęstutis Kasparavičius) |
| 1997 | Die Maus, die hat Geburtstag heut (Sechs Gäste haben der Maus zu ihrem Geburtstagsfest Geschenke mitgebracht. Ein Bilderbuch zum Suchen und Raten.) |
| 1997 | Kreuz und Rüben, Kraut und quer (Erzählungen, Romanauszüge, Bilderrätsel und Kinderlyrik. Auch Kurzgeschichten wie „Perzinockel-Perzinackel“. Querschnitt durch Paul Maars Gesamtwerk) |
| 1997 | Tina und Timmi machen einen Ausflug (Tina und Timmi machen mit ihrer Klasse einen Ausflug. Bei der Rückkehr merken sie nicht, dass Tina fehlt.) |
| 1997 | Matti, Momme und die Zauberbohnen (Auf einer Insel leben Matti und Momme, der eine furchtlos und voller Fernweh, der andere ängstlich und am liebsten zu Hause.) |
| 1998 | Das kleine Känguru in Gefahr (Bericht über einen abenteuerlichen Ausflug, den das kleine Känguru mit seiner Freundin der Springmaus unternimmt.) |
| 1998 | Der Aufzug (Theaterstück) |
| 1998 | F.A.U.S.T. (Theaterstück über die Geschichte des Bettlerjungen Faust zum fahrenden Arzt und Gelehrten. F.A.U.S.T. ist aber auch die Abkürzung für Furiose Abenteuer und sonderbare Träume.) |
| 1999 | In einem tiefen, dunklen Wald... (Geschichten über die verwöhnte Prinzessin Henriette-Rosalinde-Audora, die sich von einem Untier entführen lässt, um ihren Retter zu heiraten.) |
| 1999 | Der weiße Wolf (Kammeroper, Musik von Matthias Thurow) |
| 1999 | In einem tiefen, dunklen Wald (Theaterstück über Prinzessin Henriette-Rosalinde-Audora und Prinzessin Simplinella) |
| 2001 | Das Sams wird Filmstar (Bilder, Erzählungen und Erläuterungen zur Entstehung des Sams-Films und die Drehorte in Bamberg) |
| 2001 | Tierische Freundschaften (Bilderbuch über Liebesbeziehungen der Tiere) |
| 2002 | Sams in Gefahr (Das Sams gerät in die Hände von Martin Taschenbiers sadistischem Sportlehrer, Herrn Daume.) |
| 2002 | Die Kuh Gloria (Die tramplige Kuh Gloria will Sängerin oder Tänzerin werden und scheitert zuerst kläglich, bis sie bei den Nilpferden groß herauskommt.) |
| 2003 | Hase und Bär (Buch mit Aufklappseiten und Gucklöchern, hinter denen sich witzige Details verbergen.) |
| 2003 | Friedlich schlafen kleine Drachen (Auf jeder Seite werden schlafende Tiere und ein kleines Mädchen gezeigt. Dazu jeweils ein kleiner Vers über die schlafenden Tiere.) |
| 2004 | Große Schwester, fremder Bruder (Geschichten von Kindern, die zwar alle auf dieselbe Schule gehen, aber jeweils ihre eigene Geschichte haben.) |
| 2004 | Wer ist der Größte? (Die Geschichte der beiden Inuit-Jungen Jonah und Enuki, die sich darüber streiten, wer der Größte ist.) |
| 2004 | Sams in Gefahr (Theaterstück) |
| 2005 | Herr Bello und das blaue Wunder (Der Hund Bello verwandelt sich durch einen blauen Saft in einen Menschen, behält aber seine Verhaltensweisen als Hund bei.) |
| 2005 | Der verborgene Schatz (Muhar der Kleine geht in eine andere Stadt, da ihm ein Traum prophezeit hat, dass er dort einen Schatz finden wird.) |
| 2005 | Klaras Engel (Theaterstück) |
| 2005 | Die vergessene Tür (Musical. Musik von Matthias Thurow) |
| 2005 | Von Maus und Mond oder Wer ist der Größte? (Theaterstück über den Streit der Inuit-Jungen Jonah und Enuki, wer der Größte ist.) |
| 2006 | Neues von Herrn Bello (Herr Bello verwandelt seine Collie-Freundin Adrienne ebenfalls in ein menschliches Wesen, doch diese will wieder eine Hündin werden, während Herr Bello unter allen Umständen ein „Mönsch“ bleiben will.) |
| 2006 | Östlich der Sonne, westlich vom Mond. Die schönsten Kindergeschichten (Herausgeber von über 100 Geschichten der Autoren Aesop, Astrid Lindgren, Erich Kästner, Rudyard Kipling, Peter Härtling, Max Kruse usw.) |
| 2006 | Herr Bello (Filmdrehbuch zusammen mit Ulrich Limmer) |
| 2008 | Wiedersehen mit Herrn Bello |
| 2009 | Onkel Alwin und das Sams |
| 2009 | Mehr Affen als Giraffen. Geschichten, Rätsel und Bilder – Mit Anna Maar. Illustriert von Verena Ballhaus. |
| 2009 | Jaguar und Neinguar, Gedichte für Kinder |
| 2009 | Lippels Traum (Filmdrehbuch zusammen mit Ulrich Limmer) |
| 2010 | Das fliegende Kamel (Nacherzählte und eigens erfundene Geschichten über die Figur Nasreddin Hodscha, eine orientalische Sagengestalt mit Ähnlichkeiten zu Till Eulenspiegel) |
| 2011 | Sams im Glück (Buch) |
| 2011 | Der beste Koch der Welt (Theaterstück) |
| 2012 | Sams im Glück (Kinofilm) |
| 2012 | Lippel, träumst du schon wieder! (Buch) |
| 2015 | Der Galimat und ich (Buch) |
| 2015 | Ein Sams zu viel (Buch) |
| 2015 | Ein Taucheranzug für das Sams (Buch) |
| 2016 | Schiefe Märchen und schräge Geschichten (Buch) – Illustriert von Panajotis Dalianis |
| 2017 | Das Sams feiert Weihnachten (Buch) – Mit Illustrationen der Zeichnerin Nina Dulleck |
| 2019 | Der kleine Troll Tojok. Verlag Friedrich Oetinger, Hamburg |
| 2019 | Der kleine Troll Tojok – Besuch im verborgenen Tal. Verlag Friedrich Oetinger, Hamburg |
| 2020 | Das Sams und der blaue Drache (Buch) |
| 2020 | Wie alles kam – Roman meiner Kindheit. S. Fischer Verlag, Frankfurt am Main |
| 2022 | Das Sams und die große Weihnachtssuche (Buch) |
| 2022 | Ein Hund mit Flügeln. S. Fischer Verlag, Frankfurt am Main (Buch) |
| 2024 | Die Tochter der Zauberin. Verlag Friedrich Oetinger, Hamburg |
| 2024 | Das Sams – Das Mini-Sams ist weg. Verlag Friedrich Oetinger, Hamburg (Buch) |
| 2025 | Lorna S. Fischer Verlag, Frankfurt am Main (Buch) |

## Auszeichnungen

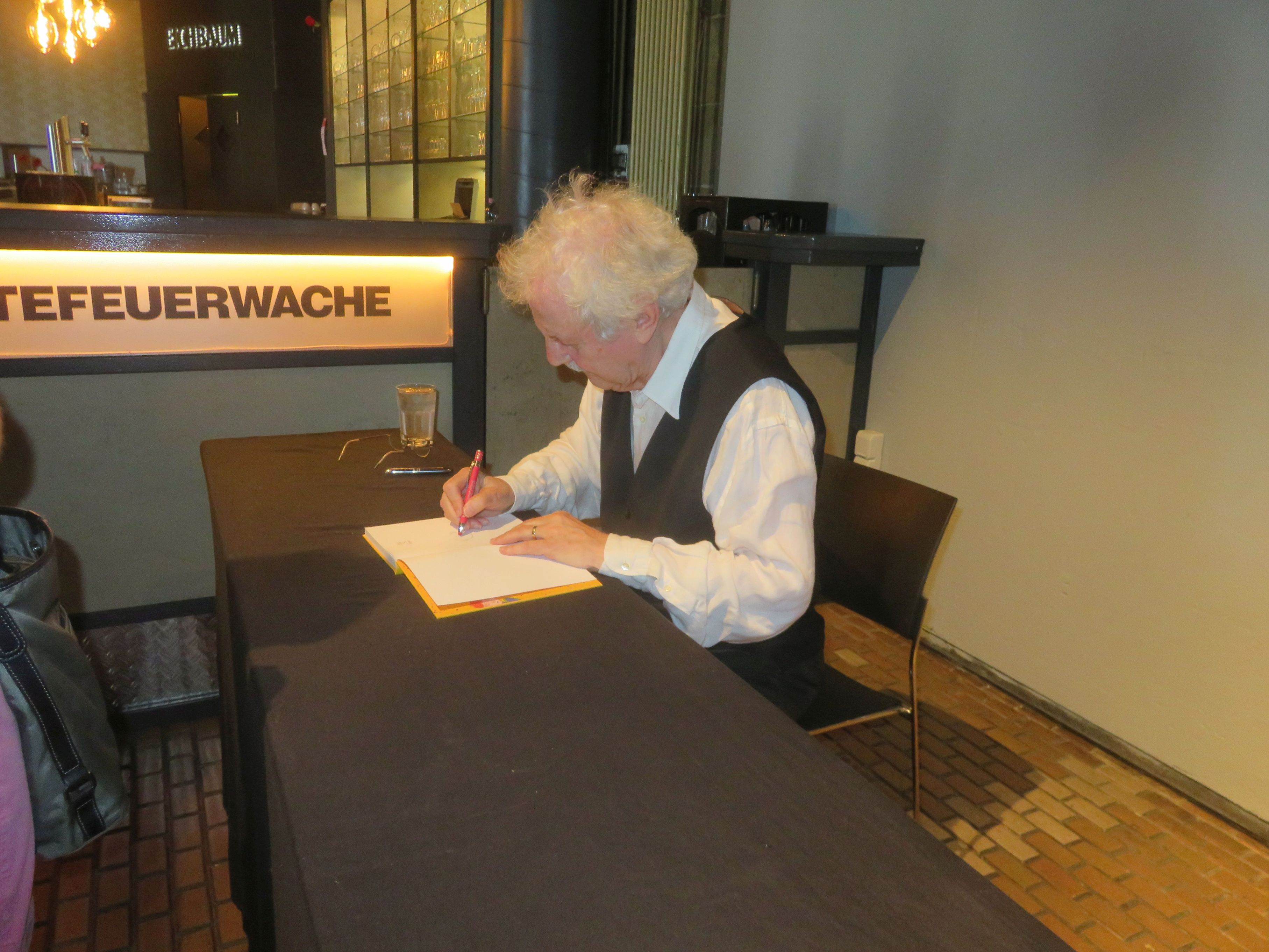
Paul Maar signiert seine Bücher (2021)

- 1982: Brüder-Grimm-Preis des Landes Berlin zusammen mit Knister für das Theaterstück Das Spielhaus
- 1982: La vache qui lit für Anne will ein Zwilling werden
- 1985: Österreichischer Staatspreis für Kinder- und Jugendliteratur für Lippels Traum
- 1987: Großer Preis der Deutschen Akademie für Kinder- und Jugendliteratur e. V. Volkach für das Gesamtwerk
- 1988: Deutscher Jugendliteraturpreis: Sonderpreis
- 1991: La vache qui lit der Stadt Zürich für Kartoffelkäferzeiten
- 1992: Kalbacher Klapperschlange für Neue Punkte für das Sams
- 1993: Harzburger Eselsohr der Stadt Bad Harzburg für Kartoffelkäferzeiten
- 1995: Voerder Jugendbuchpreis für das Gesamtwerk
- 1996: Deutscher Jugendliteraturpreis für das Gesamtwerk
- 1997: Hans-Christian-Andersen-Medaille für das Gesamtwerk
- 1997: Pro-Meritis-Medaille des Bayerischen Staatsministeriums für das Gesamtwerk
- 1998: Verdienstorden der Bundesrepublik Deutschland 1. Klasse
- 1999: Bayerischer Theaterpreis für In einem tiefen, dunklen Wald...
- 2000: Friedrich-Rückert-Preis der Stadt Schweinfurt
- 2000: E.-T.-A.-Hoffmann-Preis der Stadt Bamberg
- 2001: Wildweibchenpreis der Gemeinde Reichelsheim im Odenwald
- 2003: Deutscher Bücherpreis für Sams in Gefahr
- 2004: Bayerischer Verdienstorden
- 2004: Bürgermedaille der Stadt Bamberg
- 2004: Poetik-Professur der Carl von Ossietzky-Universität Oldenburg
- 2005: Kulturpreis Bayern der E.ON Bayern AG
- 2009: Wolfram-von-Eschenbach-Preis
- 2009: Deutscher Vorlesepreis für das Gesamtwerk
- 2009: Friedrich-Baur-Preis
- 2013: Kulturpreis der Oberfrankenstiftung
- 2015: Brüder-Grimm-Professur
- 2018: Ehrenring der Stadt Bamberg
- 2024: Verdienstorden des Landes Baden-Württemberg[12]

## Namensgebung

### Schulen

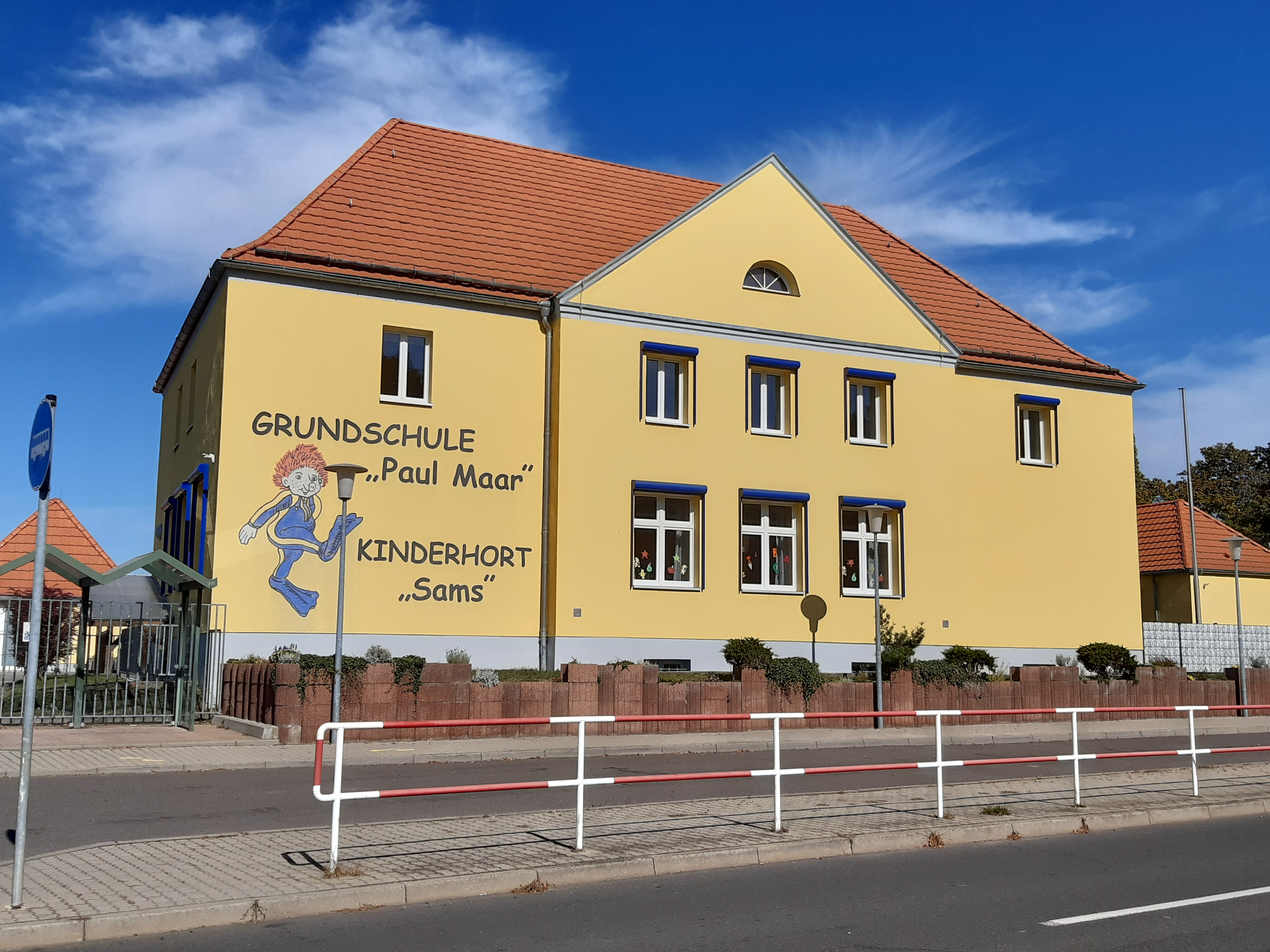
Grundschule Paul Maar in Raßnitz

Zahlreiche Schulen wurden schon zu seinen Lebzeiten nach Paul Maar benannt:
- 1991: Umbenennung des Kindergartens Schubertstraße in Leinfelden-Echterdingen in Paul-Maar-Kindergarten,[13] heute Paul-Maar-Kinderhaus[14]
- 1997: Paul-Maar-Schule im Stadtteil Ober-Erlenbach von Bad Homburg vor der Höhe[15]
- 2002: Paul-Maar-Schule in Flörsheim am Main benannt (gegründet 2000)[16]
- 2004: Umbenennung der Grundschule Großziethen in Paul-Maar-Grundschule (Großziethen, Ortsteil der Gemeinde Schönefeld, Brandenburg)[17]
- 2005: Umbenennung der Grundschule in Nidderau-Eichen in Paul-Maar-Schule
- 2005: Paul-Maar-Schule in Rietberg[18]
- 2006: Umbenennung der Hildener Förderschule mit dem Förderschwerpunkt emotionale und soziale Entwicklung in Paul-Maar-Schule Hilden, Umzug nach Monheim am Rhein im Jahr 2014.[19][20] Schließung im Jahr 2017[21]
- 2006: Umbenennung der Oldenburger Grundschule an der Bremer Heerstraße in Paul-Maar-Schule[22][23]
- 2008: Umbenennung der Grundschule Hilkerode in Paul-Maar-Grundschule[24]
- 2008: Umbenennung der Grundschule Mandelsloh in Paul-Maar-Schule Mandelsloh[25]
- 2008: Umbenennung des Schulverbundes in Ratingen aus Martinschule und Gerhard-Tersteegen-Schule in Paul-Maar-Schule Ratingen. Der katholische Teilstandort, ehemals Martinschule, wurde 2011 geschlossen.[26]
- 2008: Paul-Maar-Grundschule im Ortsteil Sudweyhe von Weyhe[27]
- 2010: Umbenennung der Grundschule Raßnitz in der Gemeinde Schkopau in Grundschule Paul Maar und des Kinderhortes Raßnitz in Kinderhort Sams[28]
- 2010: Paul-Maar-Schule in Köln[29]
- 2011: Paul-Maar-Grundschule, die als Verbund dreier Grundschulen in den Ortsteilen Eilshausen, Oetinghausen und Hiddenhausen von Hiddenhausen fungiert. Der Standort Eilshausen wurde von Paul Maar 2012 besucht.[30]

### Korbinian – Paul-Maar-Preis
Die Deutsche Akademie für Kinder- und Jugendliteratur vergibt seit 2009 einen Nachwuchspreis für deutschsprachige Autoren der Kinder- und Jugendliteratur, der 2017 anlässlich des achtzigsten Geburtstages von Paul Maar in Korbinian – Paul-Maar-Preis umbenannt wurde.